# 磐台寺
磐台寺（ばんだいじ）は広島県福山市沼隈町能登原にある臨済宗妙心寺派の寺院。観音堂は、瀬戸内海に面する阿伏兎（あぶと）岬の断崖絶壁に建ち、国の重要文化財に指定されている。本尊は十一面観音。阿伏兎岬にあり阿伏兎観音とも呼ばれる。瀬戸内三十三観音霊場第二十四番札所、備後西国三十三観音霊場第四番札所。

## 寺史
草創についての詳細は不明で諸説あり。寛和元年（985年）に花山法王が十一面観音石像を祀り、航海の安全を祈願したのが始まりとされるが、のちに荒廃する。
水野家記によると、暦応元年（1338年）に法燈国師が草創とあるが、暦応元年（1338年）以後、元亀元年（1570年）に再興されるまで記録に見えずとある。あるいは、暦応年間に覚叟建智（かくそうけんち）が開創、その後、衰退し荒廃したとされる。再興した僧に相違があるが、再興時期が暦応年間というのは一致している。ただし、法燈国師は暦応年間よりも約40年以上前に没している。
寛文5年（1665年）の寺縁起によると、鞆の津の漁夫・三山次郎衛門が沼隈の海に長年沈んでいた石像を3度網で揚げ不思議に思ったが、その夜に夢枕で「汝の網に乗る我は観音也」とお告げがあった。翌日、再び網に石像が掛かったため、石像を引き揚げ岩礁に安置。または「日頃信仰する熊野三山の霊夢により、阿伏兎の岩上に安置した」と伝わる。伝承に小異はあるが、海より石像を引き上げ、お告げにより阿伏兎の岩上に石像を安置したことは共通している。この石像の噂を聞きつけた毛利輝元が、元亀元年（1570年）に一宇の堂を建て宝大寺住建智和尚を開山としたと伝わる。この石像が花山法王が奉った石像とも考えられるが、詳細は不明である。また前出の、暦応年間に開創したとする覚叟建智と、元亀元年（1570年）の建智和尚の名が一致するが、登場年代に200年以上もの差があるため、同一人物とは考えられないが、同一人物であるとすればが、伝承が混乱し年代に齟齬が生じた可能性もある。
元亀元年（1570年）に堂宇が建てられてからは、諸国の大名の請願、商売人、船人、旅人など貴賤に関係なく崇敬があったとされる。航海の安全を祈願し、観音堂下を行きかう船は、海上から賽銭を奉じる習わしがあったと伝わる。また寺蔵の諸大名の御祈祷札献上控えに、次の諸大名の名が残る。
- 54万石 肥後熊本 細川越中守
- 7万4千石 豊後国 中川修理大夫
- 3万2千石 豊後杵築 松平市正
- 他 19大名

天正末年に庫裏が造営され、慶長年間には大鐘が鋳造されている。以後も、歴代の福山藩主・水野家、阿部家の庇護を受けている。開潮山磐台寺寄進帳に寛永、寛文、元禄、元文、安永年間に、観音堂、回廊、石垣、客殿などが補修されたと記録に残る。特に寛文7年（1667年）には大規模な改修が行われている。観音堂への参道は、困難なつづら折りの岩道であったが、参拝を容易にするため石垣を築き石段などを設け、方丈から観音堂まで廻廊を造り、鐘楼を再建している。このことで境内は、現在の近い姿となっている。
観音堂は海に面し傷みやすいが、明治に入ってからも、よく保存されている。また明治には客殿に向拝を増築している。
昭和初年に庫裏を新築。1951年（昭和26年）10月より1952年（昭和27年）5月にかけて観音堂の解体修理を行っている。解体修理により寛文、元文、安永の棟札が3枚が発見され、寛文の棟札に観音堂の創建は元亀年中（1570年）毛利輝元と記されていた。ただし、棟札は観音堂創建時の棟札ではなく、後年による記録であったが、建築の様式や建築手法上からも、棟札の縁起に相違無いと考えられている。

## 境内
- 客殿 - 元文3年(1738)建立。広島県指定重要文化財。
- 白鳳稲荷神社 - 神仏習合時代の稲荷社。
- 鐘楼
- 六地蔵
- 観音堂 - 阿伏兎岬の断崖に建ち、元亀元年（1570年）に毛利輝元による建立と伝わる。国の重要文化財。
- 足摺山 - 海に面する岩上に建てられた石塔。

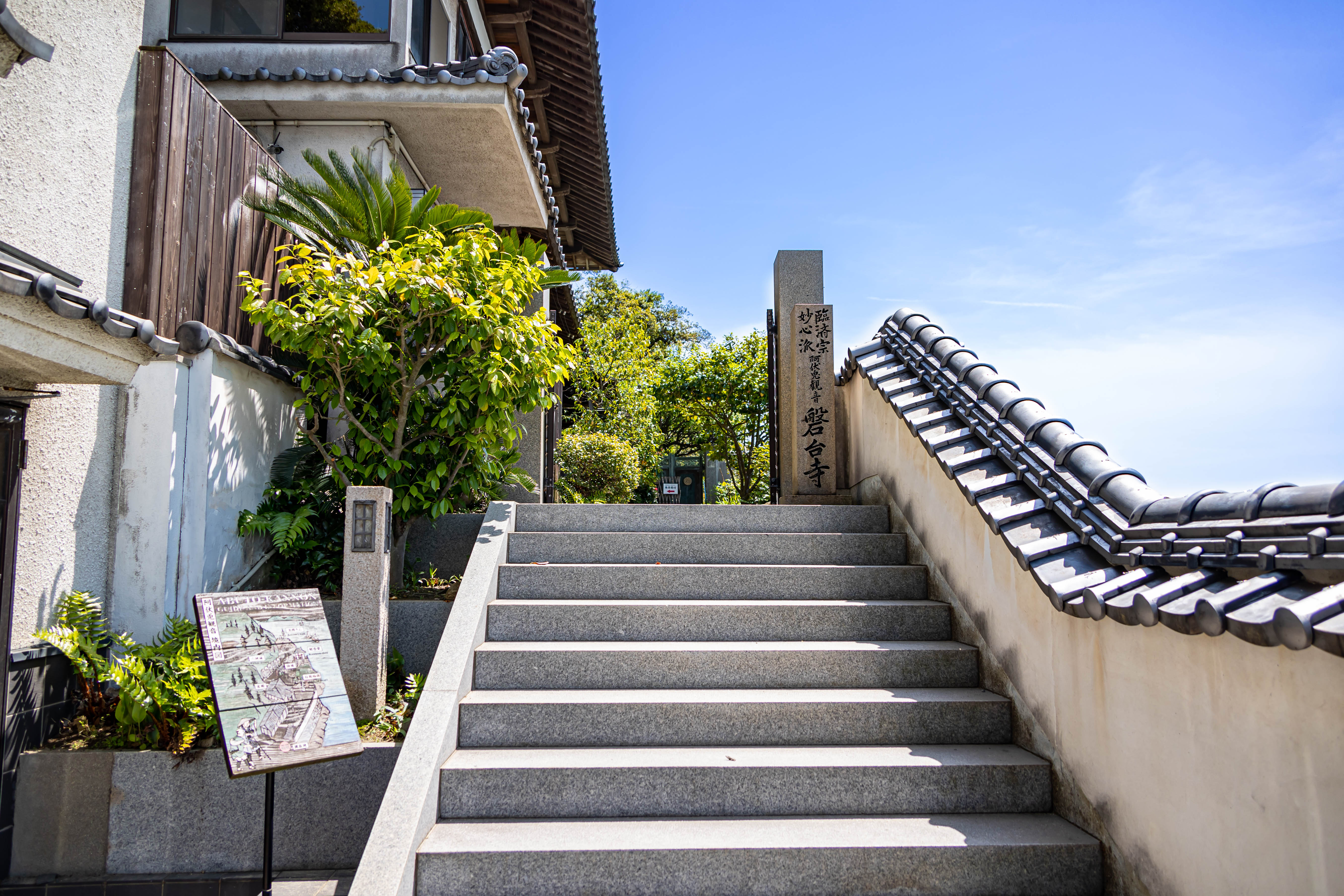
境内入り口
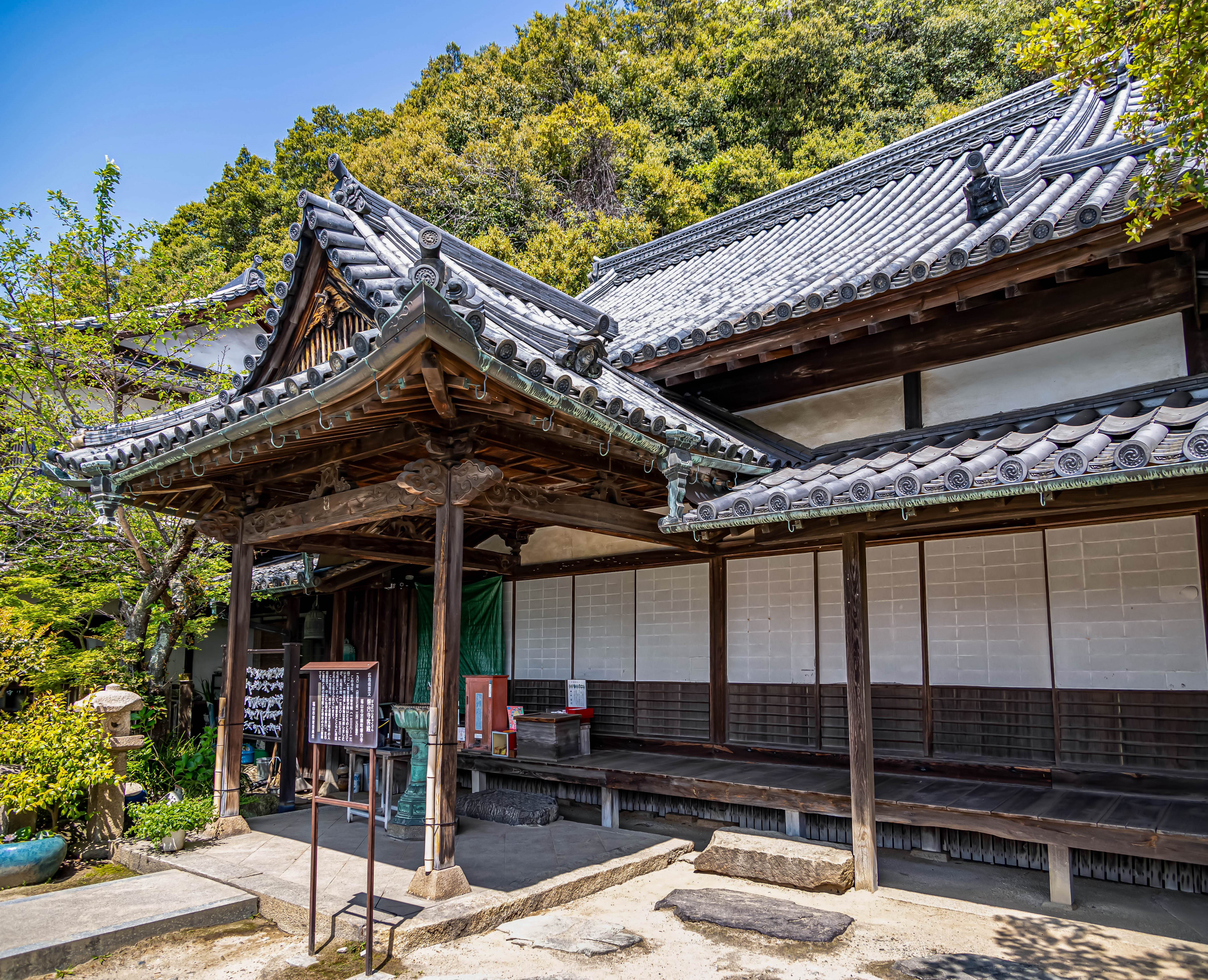
客殿（広島県指定重要文化財）
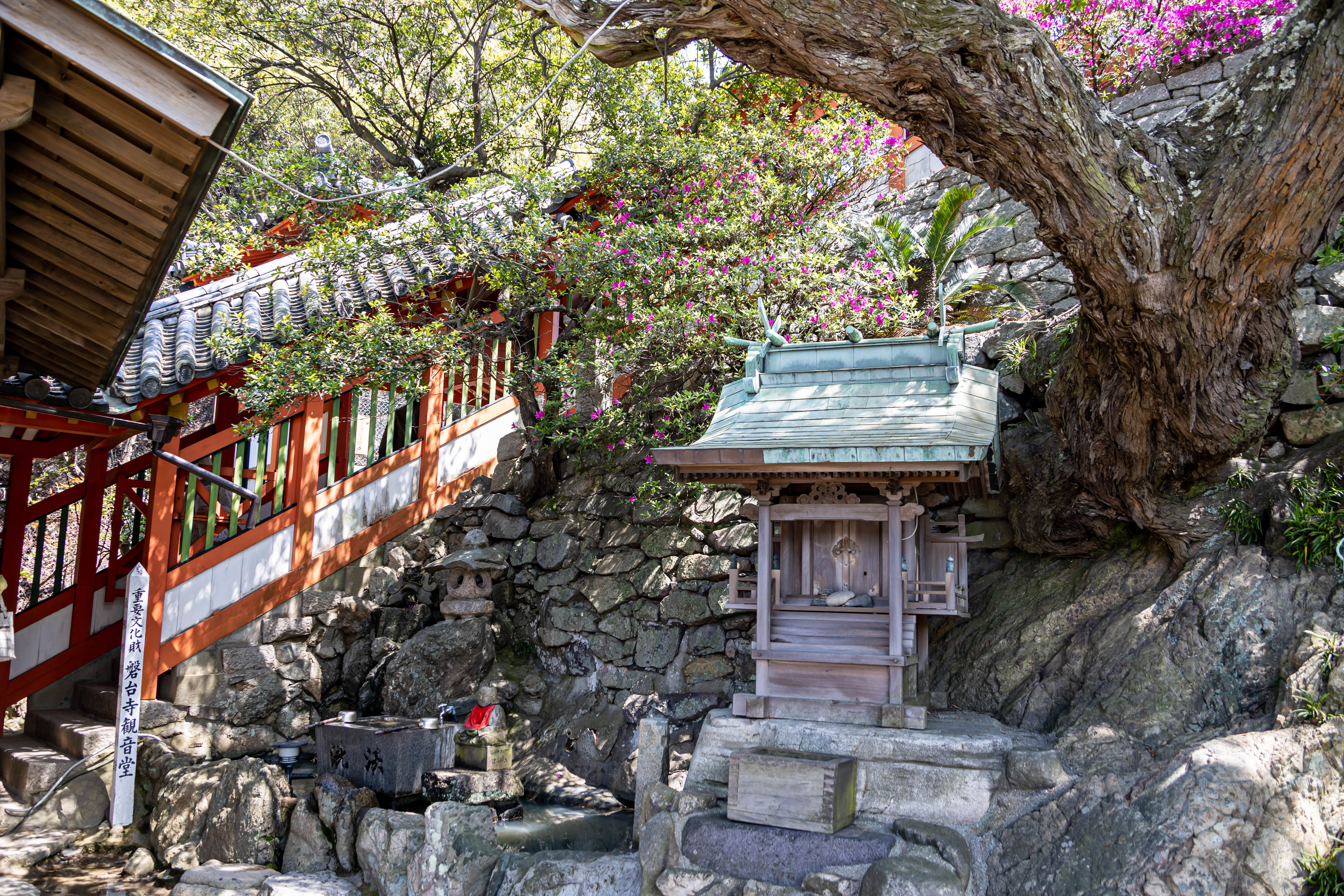
稲荷神社と左方に観音堂への廻廊
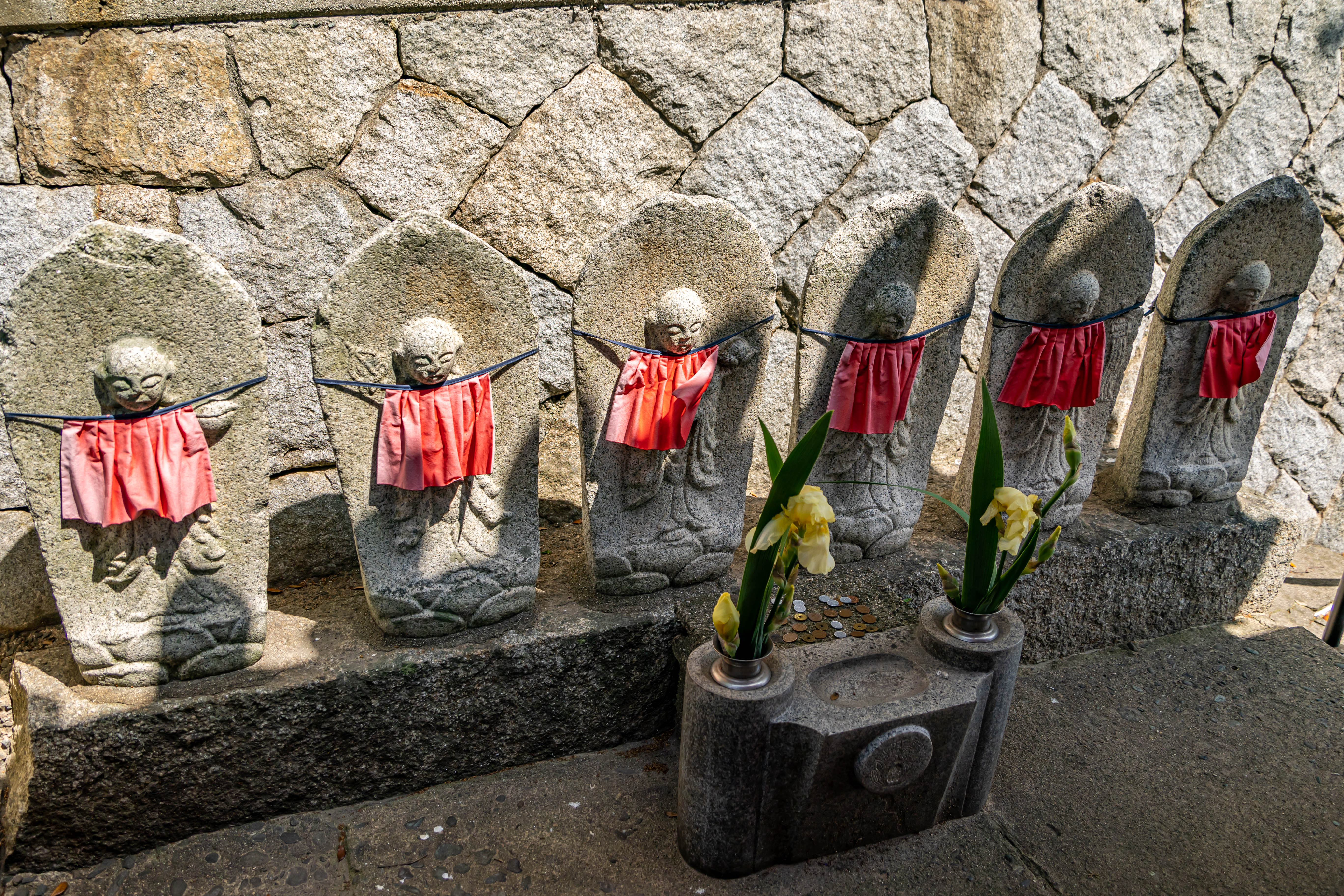
六地蔵
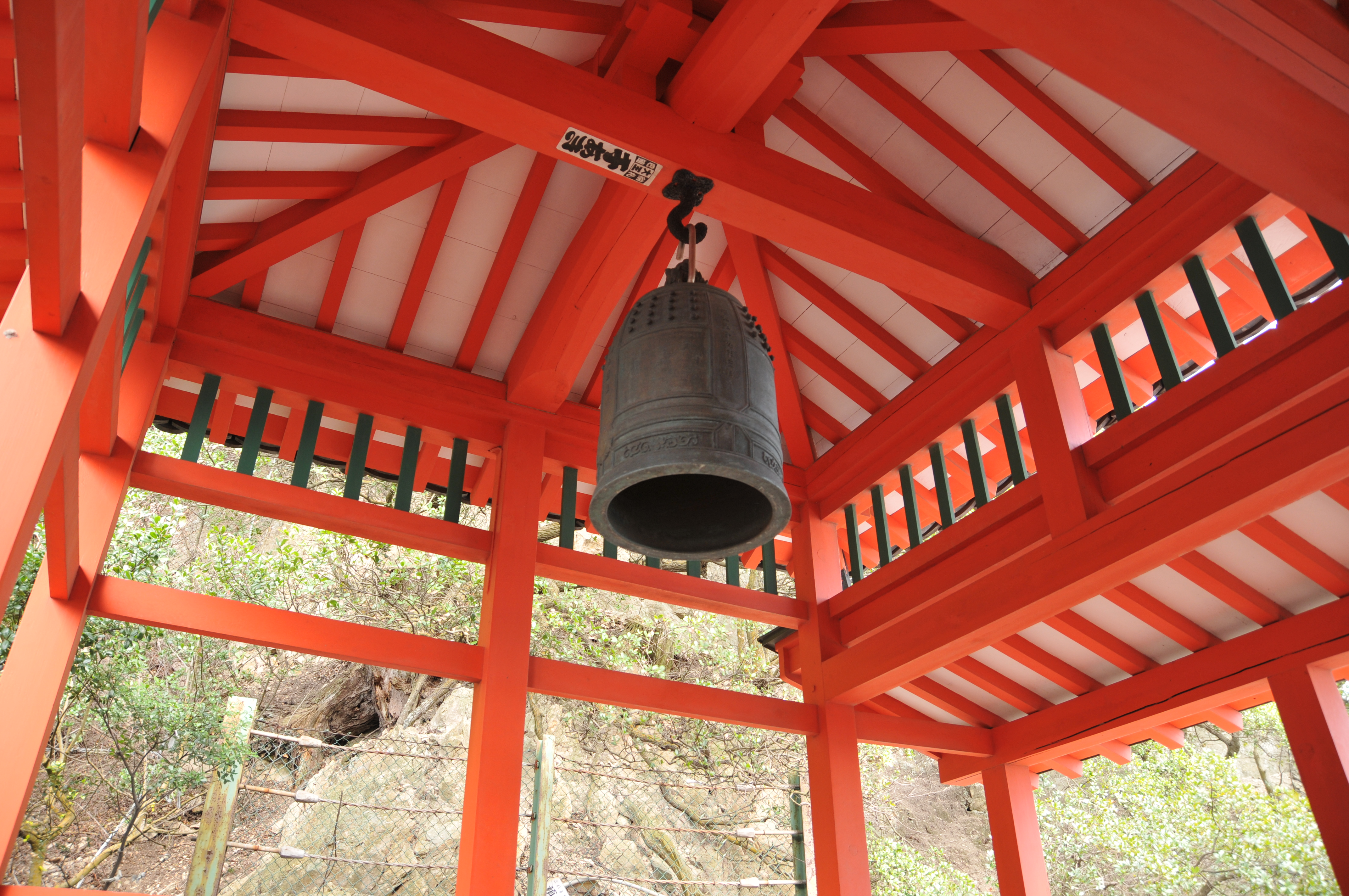
鐘楼
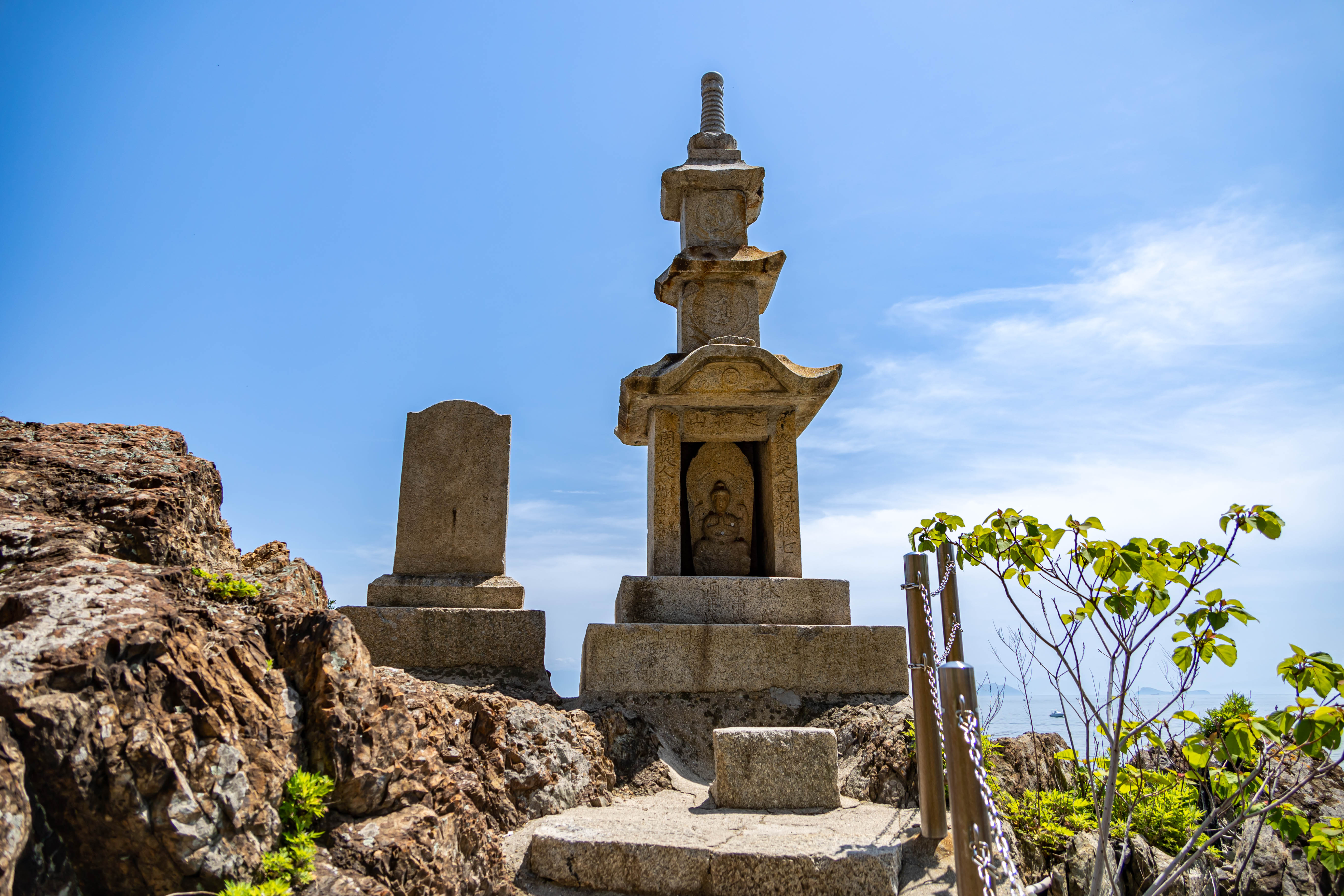
石塔 内部に石仏が納められている
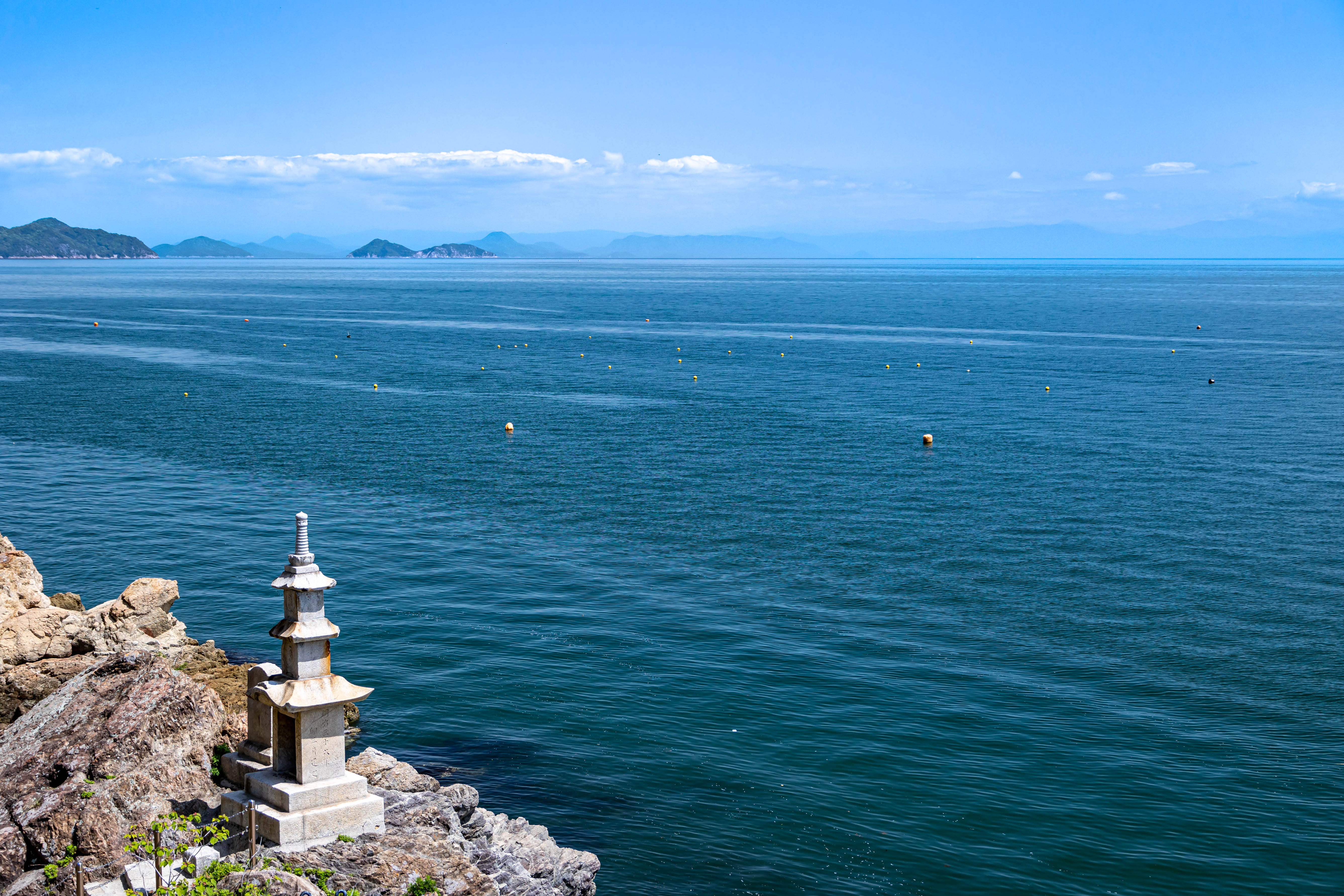
観音堂から望む瀬戸内海と石塔
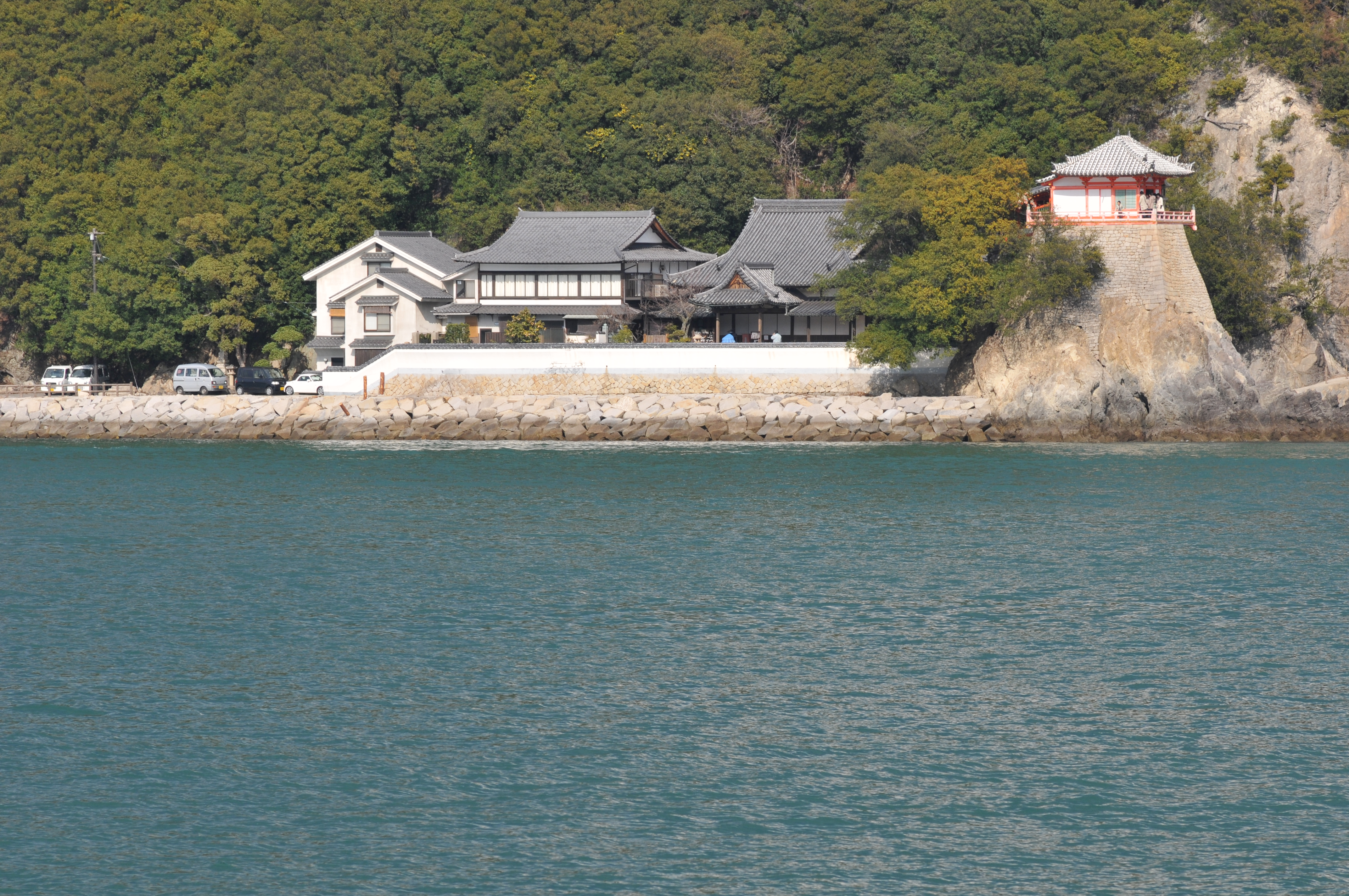
対岸の田島から望む寺院全景

## 風光
険しい海食崖が続く沼隈半島の南端である阿伏兎岬は奇勝として知られ、岬の突端の断崖に岬の岩頭に建つ朱塗りの観音堂は、その美しさから歌川広重の浮世絵「六十余州名所図会」、川瀬巴水の風景版画などの絵画の題材に多く取り上げられている。また日本を訪れた朝鮮通信使の残した文献などにも見られ、近代では志賀直哉の小説『暗夜行路』や宮城道雄の随筆『鞆の津』にも登場している。古来よりも海難除け・安産・子育ての観音として広く信仰を集めており、今もなお安産・子育ての信仰があり、女性の乳房の形をした絵馬が多数奉納され、また乳房型の護符もある。
1934年に近接の鞆の浦と共に、瀬戸内海国立公園として全国で最初に国立公園に指定された地区であり、それを記念して発行された当時の逓信省発行の記念切手にも鞆の浦の仙酔島とともに観音堂の姿が描かれている。
鞆の浦～尾道間に定期運行されている観光クルーズ船から海上からその優美な姿を望むことができる。

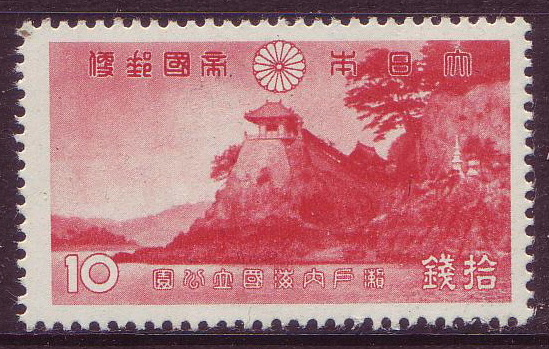
1939年4月発行の郵便切手
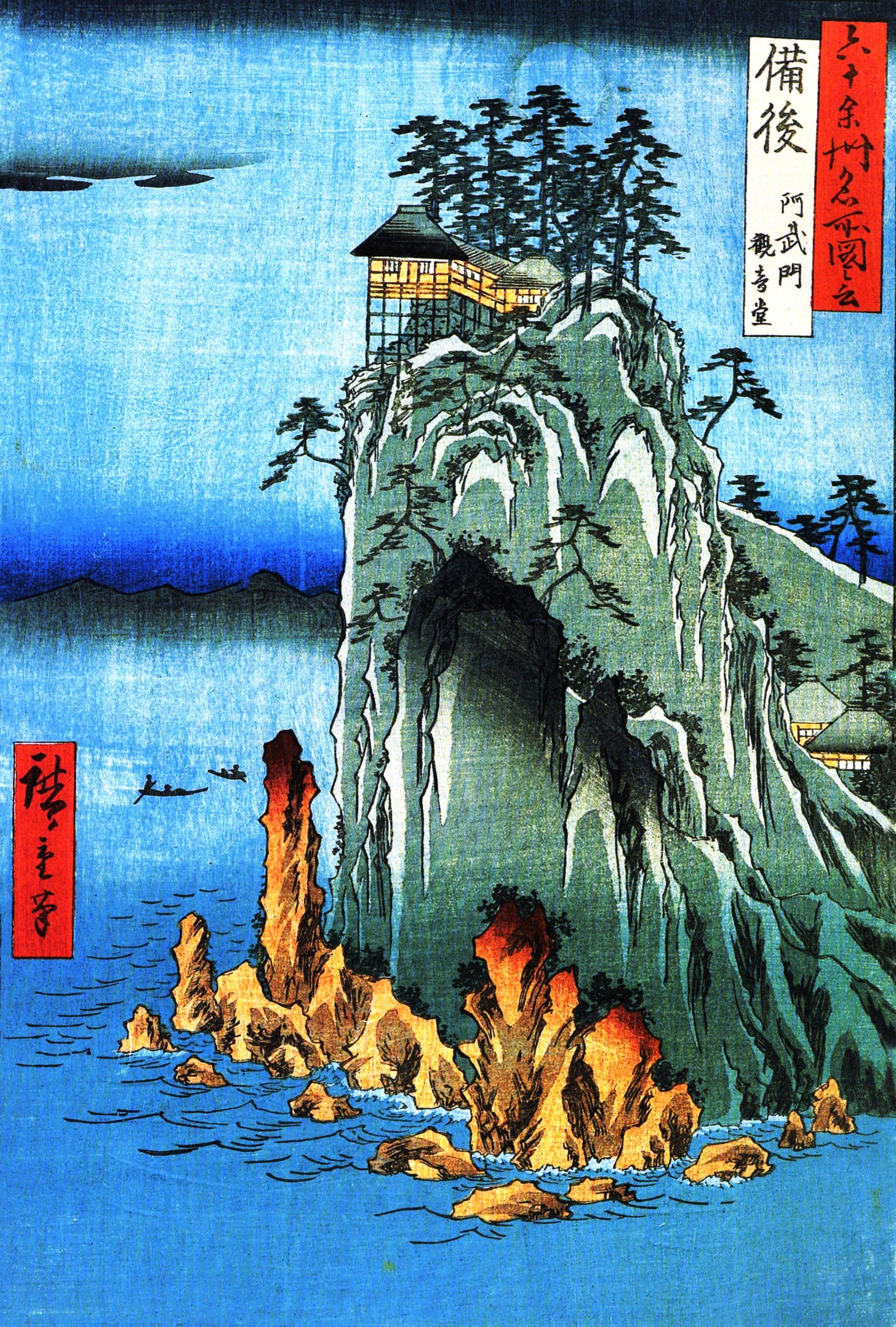
歌川広重の描いた観音堂
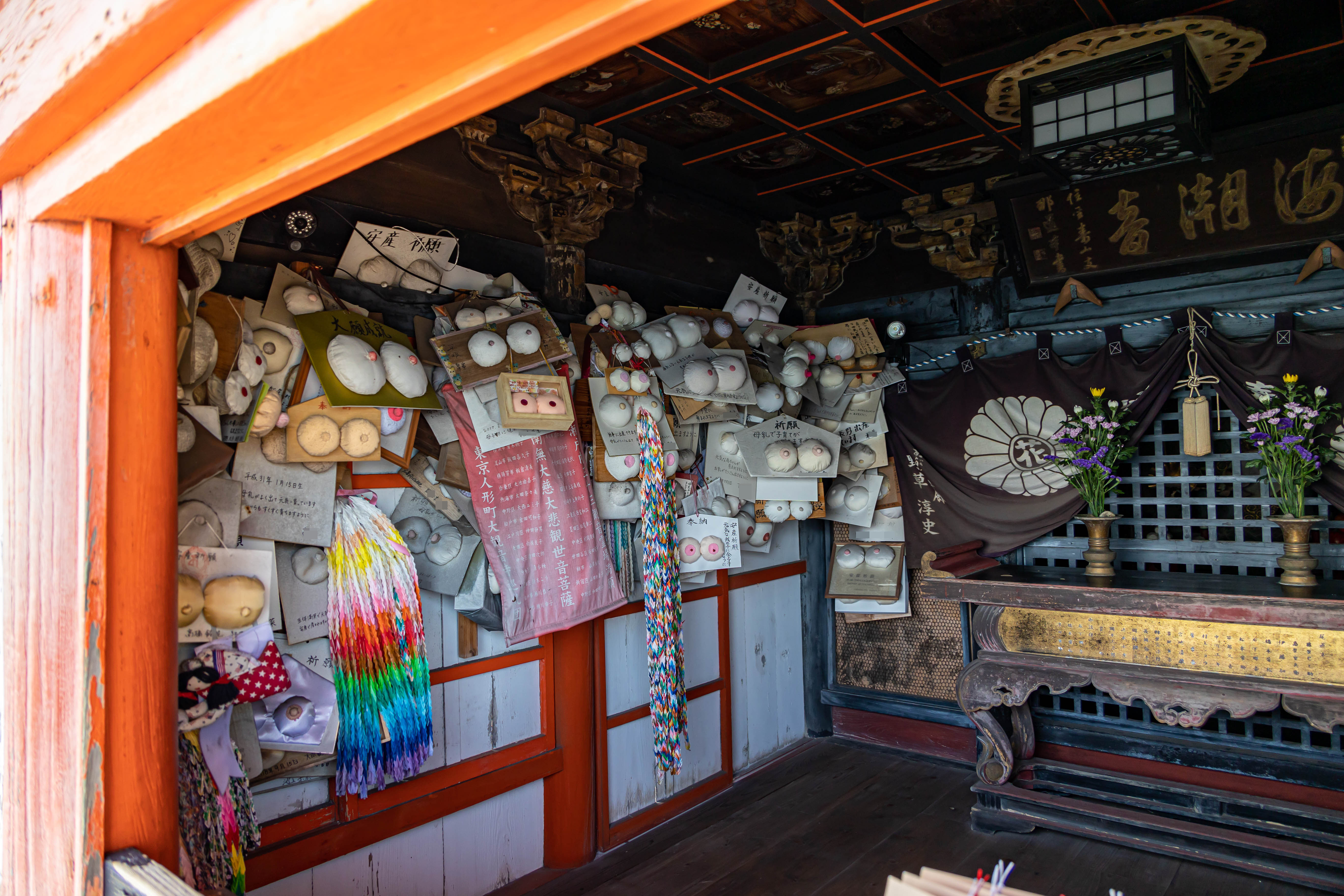
観音堂内に奉納されている手作りの乳房型絵馬
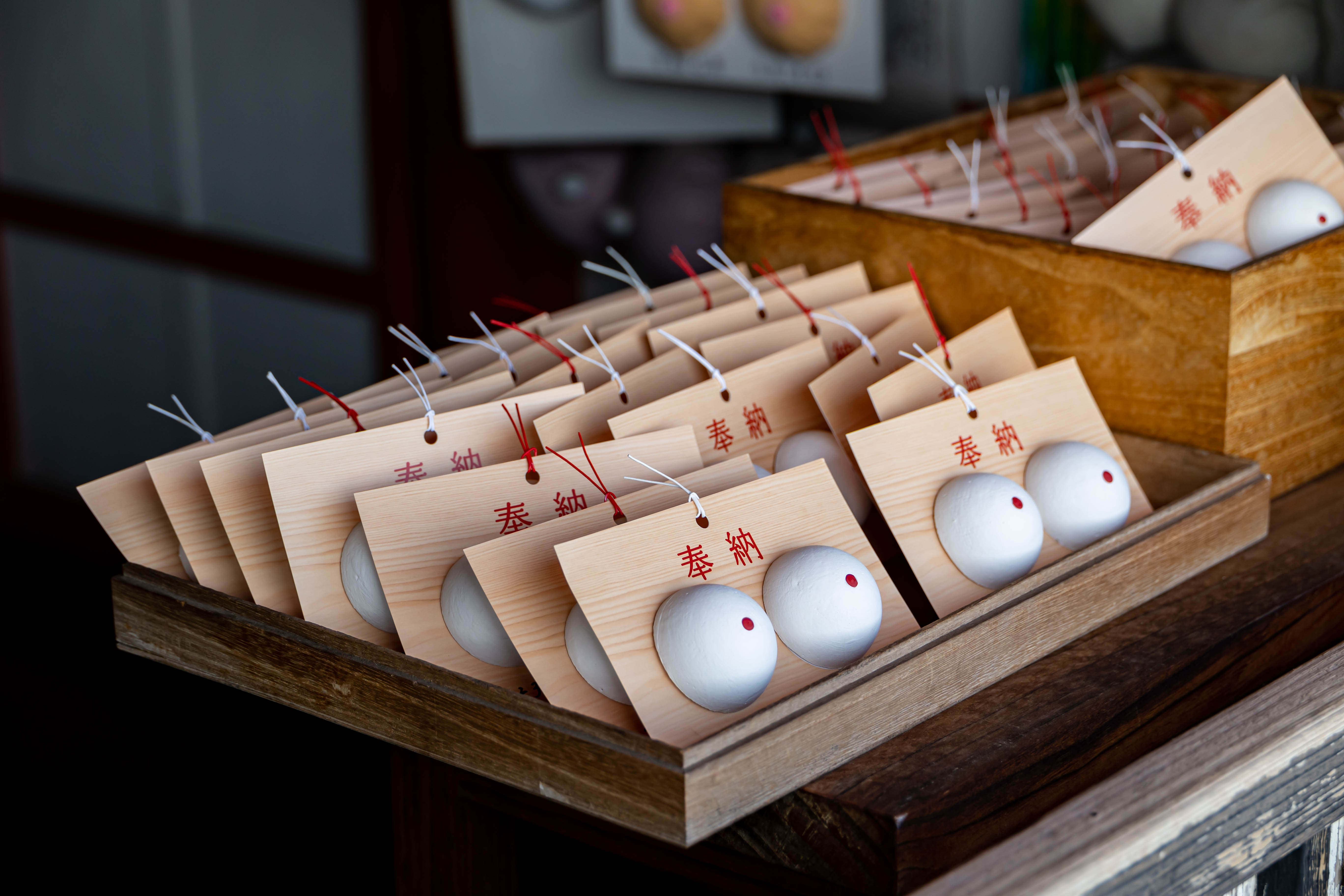
乳房型絵馬

## 文化財

### 国指定重要文化財
- 磐台寺観音堂 附 棟札3枚 - 1956（昭和31年）6月28日指定[12]。

桁行三間、梁間二間、背面一間、一重寄棟造、本瓦葺、庇葺きおろし。室町時代後期、元亀元年（1570年）に毛利輝元による建立と伝わる。阿伏兎岬にある高さ10ｍ余の岩頭に建ち、禅宗伽藍には珍しい和様で、外部は丹塗。当初は正四角形であったが寛文年間に堂後方の奥行一間を付け足されている。内部格天井に江戸後期の福山藩絵師・藤井松林が極彩色の百花図を描いている。

### 広島県指定重要文化財
- 磐台寺客殿 - 1962年（昭和37年）3月29日指定[5]。

桁行五間半、梁間五間半、方丈建築、入母屋造、桟瓦葺。元文3年(1738)建立。禅宗の方丈建築で、中央に仏壇の間、左右に奥の間と書院がある。建立後著しく改造を受けているが、江戸時代中期の方丈建物の好例である。

## 前後の札所
瀬戸内三十三観音霊場
23 能満寺 -- 24 磐台寺 -- 25 神宮寺